# Ascenso a la Serie A Femenina Amateur de Ecuador 2023
El Campeonato Nacional Ascenso a la Serie A femenina fue la edición n.º8  del Ascenso a la Serie A Femenina del fútbol ecuatoriano, este torneo es el segundo escalafón en la pirámide del Fútbol Ecuatoriano por detrás de la Serie A, las fases finales comenzarán a disputarse el 14 de junio de 2023 y finalizó en diciembre de 2023. El torneo es organizado por la Comisión Nacional de Fútbol Aficionado, anexa a la Federación Ecuatoriana de Fútbol.

## Clubes participantes
| Provincia | N°. | Equipos                                                 |
| --------- | --- | ------------------------------------------------------- |
| Manabí    | 4   | Atlético Pedernales Palmeiras Marchesse MSC 2002        |
| Guayas    | 4   | Atlético Daule Atlético Durán Freire Sport Casado Sport |
| Los Rios  | 3   | Bejucal Sport Valencia Sport Pan con Cola               |
| El Oro    | 3   | Atlético Mineiro Huaquillas F. C. Santa Rosa            |
| Pichincha | 2   | SPU K-Chorras USA                                       |
| Azuay     | 2   | Shurimal Real Ponceño                                   |
| Cañar     | 1   | Progreso F. C.                                          |
| Sucumbíos | 1   | JB                                                      |

## Fase final
|  | Cuartos de final | Cuartos de final | Cuartos de final | Cuartos de final |               |                | Semifinales    | Semifinales | Semifinales | Semifinales |  |                | Final          | Final | Final | Final |  |
|  |                  |                  |                  |                  |               |                |                |             |             |             |  |                |                |       |       |       |  |
|  |                  |                  |                  |                  |               |                |                |             |             |             |  |                |                |       |       |       |  |
|  | Marchesse FC     | Marchesse FC     | 1                | 2                |               |                |                |             |             |             |  |                |                |       |       |       |  |
|  | Marchesse FC     | Marchesse FC     | 1                | 2                |               |                |                |             |             |             |  |                |                |       |       |       |  |
|  | Atlético Durán   | Atlético Durán   | 3                | 4                |               |                |                |             |             |             |  |                |                |       |       |       |  |
|  | Atlético Durán   | Atlético Durán   | 3                | 4                |               | Atlético Daule | Atlético Daule | r1          | r2          |             |  |                |                |       |       |       |  |
|  |                  |                  |                  |                  |               | Atlético Daule | Atlético Daule | r1          | r2          |             |  |                |                |       |       |       |  |
|  |                  |                  | Marchesse FC     | Marchesse FC     | t1            | t2             |                |             |             |             |  |                |                |       |       |       |  |
|  | San Pablo Urco   | San Pablo Urco   | Marchesse FC     | Marchesse FC     | t1            | t2             | x1             | x2          |             |             |  |                |                |       |       |       |  |
|  | San Pablo Urco   | San Pablo Urco   |                  |                  |               |                |                |             |             |             |  |                |                |       |       |       |  |
|  | Atlético Daule   | Atlético Daule   | c1               | c2               |               |                |                |             |             |             |  |                |                |       |       |       |  |
|  | Atlético Daule   | Atlético Daule   | c1               | c2               |               |                |                |             |             |             |  | Atlético Daule | Atlético Daule | 1     | 3     |       |  |
|  |                  |                  |                  |                  |               |                |                |             |             |             |  | Atlético Daule | Atlético Daule | 1     | 3     |       |  |
|  |                  |                  | Shumiral City    |                  |               |                |                |             |             |             |  |                |                |       |       |       |  |
|  | Shumiral City    | Shumiral City    | a1               | a2               |               |                |                |             |             |             |  |                |                |       |       |       |  |
|  | Shumiral City    | Shumiral City    | a1               | a2               |               |                |                |             |             |             |  |                |                |       |       |       |  |
|  | Atlético Mineiro | Atlético Mineiro | e1               | e2               |               |                |                |             |             |             |  |                |                |       |       |       |  |
|  | Atlético Mineiro | Atlético Mineiro | e1               | e2               | Bejucal Sport |                |                |             |             |             |  |                |                |       |       |       |  |
|  |                  |                  |                  |                  |               |                |                |             |             |             |  |                |                |       |       |       |  |
|  |                  |                  | Shumiral City    |                  |               |                |                |             |             |             |  |                |                |       |       |       |  |
|  | Bejucal Sport    | Bejucal Sport    | g1               | g2               |               |                |                |             |             |             |  |                |                |       |       |       |  |
|  | Bejucal Sport    | Bejucal Sport    | g1               | g2               |               |                |                |             |             |             |  |                |                |       |       |       |  |
|  | Huaquillas FC    | Huaquillas FC    | h1               | h2               |               |                |                |             |             |             |  |                |                |       |       |       |  |
|  | Huaquillas FC    | Huaquillas FC    | h1               | h2               |               |                |                |             |             |             |  |                |                |       |       |       |  |
|  |                  |                  |                  |                  |               |                |                |             |             |             |  |                |                |       |       |       |  |